# La regola del sospetto
La regola del sospetto (The Recruit) è un film del 2003 diretto da Roger Donaldson.

## Trama
James Clayton, giovane genio dell'informatica, viene notato dal reclutatore della CIA Walter Burke, che lo convince ad entrare a far parte dell'agenzia. Durante i duri mesi di addestramento passati in un luogo isolato, che gli appartenenti all'organizzazione chiamano "la Fattoria", James imparerà due fondamentali regole del mestiere, ossia "niente è ciò che sembra" e "non fidarsi di nessuno", dimostrando di essere uno dei migliori aspiranti al posto di agente segreto, almeno secondo le necessità di Walter Burke. Dopo un test apparentemente fallito, James viene contattato da quest'ultimo, che gli affida la sua prima ed importante missione: investigare sulla collega Layla e sventare una possibile fuga di notizie, che si rivelerà essere un inganno.
Il giovane rimarrà infatti invischiato fra sospetti e dubbi che lo porteranno a dubitare dello stesso Burke.

## Distribuzione
Il film è stato distribuito nelle sale cinematografiche degli Stati Uniti il 28 gennaio 2003, e in quelle italiane il 28 marzo 2003.